# 719. pehotna divizija (Wehrmacht)
719. pehotna divizija (izvirno nemško 719. Infanterie-Division; kratica 719ID) je bila pehotna divizija Heera v času druge svetovne vojne.

## Zgodovina
Divizija je bila ustanovljena 3. maja 1941 kot zasedbena divizija 15. vala v Wehrkreisu III; uničena je bila marca 1945 v Posarju.
Ponovno je bila ustanovljena 14. aprila 1945 znotraj 19. armade; pri Münsingenu se je divizija predala ameriškim enotam.

## Vojna služba
| Datum          | Delovanje         | Korpus | Armada                                | Armadna skupina | Področje   |
| maj 1941       | v ustanavljanju   |        |                                       | Wehrkreise III  |            |
| junij 1941     | okupacija         |        | Poveljnik nemških enot na Nizozemskem |                 | Doodrecht  |
| januar 1942    | okupacija         |        | Poveljnik nemških enot na Nizozemskem |                 | Doodrecht  |
| julij 1942     |                   | 87. AK |                                       | D               | Doodrecht  |
| januar 1943    |                   | 87. AK |                                       | D               | Doodrecht  |
| januar 1944    |                   | 87. AK | Armada Nizozemska                     | D               | Doodrecht  |
| maj 1944       |                   | 87. AK | Armada Nizozemska                     | B               | Doodrecht  |
| september 1944 |                   | 87. AK | 1. padalska armada                    | B               | Antwerpen  |
| oktober 1944   |                   | 67. AK | 15. armada                            | B               | Nizozemska |
| december 1944  | za posebne namene |        | 15. armada                            | H               | Nizozemska |
| januar 1945    | v ustanavljanju   |        |                                       |                 |            |
| februar 1945   |                   | 85. AK | 1. armada                             | G               | Saarpfalz  |

## Organizacija
1942
- 723. pehotni polk
- 743. pehotni polk
- 663. artilerijski bataljon
- 719. divizijske enote

1944
- 723. grenadirski polk
- 743. grenadirski polk
- 719. divizijski fusilirski bataljon
- 1719. artilerijski polk
- 719. inženirski bataljon
- 719. divizijske enote

1945
- 723. grenadirski polk
- 743. grenadirski polk
- 766. grenadirski polk
- 719. fusilirski bataljon
- 1719. artilerijski polk
- 719. inženirski bataljon
- 719. divizijske enote

## Pripadniki
Divizijski poveljniki
| 1. | Generalporočnik Erich Höcker  |  | (3. maj 1941 - 10. januar 1944)          |
| 2. | Generalporočnik Max Horn      |  | (10. januar 1944 - 15. februar 1944)     |
| 3. | Generalmajor Carl Wahle       |  | (15. februar 1944 - 30. julij 1944)      |
| 4. | Generalporočnik Karl Sievers  |  | (30. julij 1944 - 30. september 1944)    |
| 5. | General pehote Felix Schwalbe |  | (30. september 1944 - 22. december 1944) |
| 6. | Generalmajor Heinrich Gäde    |  | (22. december 1944 - 8. maj 1945)        |